# غلوريا دياز
غلوريا دياز هي عارضة ومتسابقة ملكة الجمال وممثلة فلبينية، ولدت في 10 مارس 1951 في الفلبين.

## وصلات خارجية
- غلوريا دياز على موقع IMDb (الإنجليزية)
- غلوريا دياز على موقع قاعدة بيانات الفيلم (الإنجليزية)